# Barry Sadler
Pour les articles homonymes, voir Sadler.
 (septembre 2018).
Barry Allen Sadler (né le 1er novembre 1940 à Carlsbad au Nouveau-Mexique et mort le 5 novembre 1989 à Murfreesboro au Tennessee) est un militaire, chanteur, auteur-compositeur-interprète et écrivain américain.

## Biographie
Combattant pour les Forces armées des États-Unis, il a d'abord servi pour la United States Air Force de 1958 à 1962, puis la United States Army de 1962 à 1967.
Il a également eu une carrière dans le milieu de la musique, en écrivant des chansons au thème militaire. Ballad of the Green Berets est sa chanson la plus populaire, ayant été classé numéro 1 dans le Billboard Hot 100 durant 5 semaines.
Il meurt en février 1989, conséquence d'un tir dans la tête, probablement durant une tentative de vol, en septembre 1988 à Guatemala.

## Publications
Barry Sadler créa en 1979 le personnage de Casca (en), un mercenaire immortel qui est impliqué dans plusieurs conflits historiques. La série continue après sa mort, reprise par d'autres auteurs.
- The Eternal Mercenary (guerre du Viêt Nam), 1979.
- Desert Mercenary (guerre d'Algérie), 1987.
- The Warrior, 1987
- The Cursed (révolte des Boxers), 1987.
- The Samurai (guerre de Genpei), 1988.
- Soldier of Gideon (guerre du Kippour), 1988.
- The Trench Soldier (première guerre mondiale), 1989.
- The Mongol (empire mongol), 1990.